# 阿希达穆斯五世
阿希达穆斯五世 Αρχιδαμος Ε' （活动时间前3世纪）欧里庞提德世系的第31代斯巴达国王（约前227年在位）。
阿希达穆斯五世为斯巴达国王欧达米达斯二世之子，阿希达穆斯四世之孙。他是著名的改革者亚基斯四世的弟弟。前241年亚基斯四世被復辟的列奧尼達二世谋杀后，阿希达穆斯五世逃往美塞尼亚避难。前227年，另一位锐意改革的斯巴达国王克里昂米尼三世（属亚基亚德世系）因缺一共同在位者而将他召回。但阿希达穆斯五世回国后不久即被谋杀。古典作家对此有不同解释：波里比阿认为凶手是克里昂米尼三世，而希罗多德则归咎于反对改革的政治集团。